# كينيث راسيل أونغر
كينيث راسيل أونغر (بالإنجليزية: Kenneth R. Unger)‏ هو طيار بطل أمريكي، ولد في 19 أبريل 1898 في نيوآرك في الولايات المتحدة، وتوفي في 6 يناير 1979 في بومبانو سيتي في الولايات المتحدة.